# Eleonora Romanova
Eleonora Alekseevna Romanova (in russo Элеонора Алексеевна Романова?; Krasnodon, 17 agosto 1998) è una ginnasta russa di origini ucraine. Fino al settembre 2016 ha gareggiato per l'Ucraina, vincendo due bronzi mondiali e un bronzo europeo nella gara a squadre. Successivamente ha conseguito la cittadinanza russa.

## Biografia
Romanova ha fatto il suo debutto internazionale juniores nel 2011. L'anno dopo ha partecipato ai campionati europei di categoria di Nižnij Novgorod 2012 raggiungendo la finale del cerchio e del nastro. Campionessa ucraina juniores nel 2013, lo stesso anno ha pure l'opportunità di fare una breve esperienza con la squadra dell'Ucraina, cimentandosi nei 5 cerchi durante gli Europei di Vienna 2013.
A partire dal 2014 Romanova inizia a competere a livello senior ed è subito medaglia di bronzo, insieme alle compagne Hanna Rizatdinova e Viktorija Mazur, ai campionati mondiali di Smirne 2014. Insieme alle stesse compagne, l'anno seguente è nuovamente medaglia di bronzo ai Mondiali di Stoccarda 2015, oltre ad avere ottenuto il terzo posto anche agli Europei di Minsk. Ai Mondiali di Stoccarda Romanova si era anche qualifica alla finale all-around, ma vi ha dovuto rinunciare a causa di un infortunio al piede.
Nel febbraio 2016 Eleonora Romanova scompare improvvisamente dalla Deriugina School, suo club di origine, e cessa di presentarsi anche ai raduni della nazionale ucraina facendo sollevare una serie di polemiche. Il motivo di ciò è dovuto al fatto che la sua famiglia decide di trasferirsi in Russia, col conseguente cambio di nazionalità della ginnasta. Romanova, che nel frattempo inizia ad allenarsi con Evgenija Kanaeva, avrebbe dovuto iniziare a gareggiare sotto la nuova bandiera russa a partire dal 2017, ma l'opposizione della federazione ucraina di ginnastica la costringe ad attendere la scadenza della licenza FIG che avverrà nel 2018. 

## Palmarès
- Campionati mondiali di ginnastica ritmica

Smirne 2014: bronzo nella gara a squadre.
Stoccarda 2015: bronzo nella gara a squadre.
- Campionati europei di ginnastica ritmica

Minsk 2015: bronzo nella gara a squadre.